# Café
En café er en offentlig og social mødeplads midt mellem en restaurant og en bar. Den er forbundet med servering af kaffe og andre drikkevarer. Cafeerne som blev populære samlingssteder i Europa i 1600-tallet netop ved introduktionen af kaffe. Kaffeplanten er en af mange nytteplanter, som blev hjembragt til Europa efter opdagelsen af Amerika i 1492 af Christoffer Columbus.

## Europæiske kaffehuse indtil 1800-tallet

### Osmanniske Rige
Det første europæiske kaffehus åbnedes i Konstantinopel i 1555 af to syrere. Tyrkerne havde gjort bekendtskab med kaffe og kaffehuse i Ægypten under sultan Selims erobringstog i 1517. Kaffen havde  i lang tid været en yndlingsdrik i Vestasien og tiltalte muslimerne, hvem vin var nægtet, ved sine oplivende egenskaber, der virkede på intelligensen og gjorde slumrende åndelige kræfter disponible uden at beruse som alkohol. I Cairo havde gejstligheden allerede set skævt til kaffehuse, fordi de søgtes af vittige og dannede Mænd, der ved kaffen blev snaksomme og diskuterede offentlige sager. Der læstes højt i kaffehuse og spilledes brætspil. De kaldtes af imamerne "kundskabens skoler", og tilløbet var så stort, at moskeerne stod tomme. 
I Konstantinopel var det samme tilfældet; Amurat III (1546-1596) lod alle kaffehuse lukke, men de genåbnedes efterhånden med vezirerne som parthavere i indtægterne. Mehmed 4.s storvezir gik 1691 forklædt om på kaffehuse; til sin harme hørte han sig alle vegne ilde omtalt og lod dem alle lukke. Mustafa II (1664-1703) var hævet over sådant, men lagde i stedet en høj skat på dem i 1698. 

### Italien og England
I 1645 åbnedes det første kaffehus i Venedig, og Italien blev det sted, hvorfra mange europæiske lande forsynedes med kaffeskænker i private og offentlige huse. 1650 åbnedes et kaffehus i Oxford, i 1652 i London. En Smyrna-købmand, D. Edwards, havde bragt sin græske kaffeskænk Pasqua Bossi med til London; denne lavede drikken så udmærket, at Edwards venner blev kaffegale og overløb hans hus både dag og nat. For at aflede strømmen, etablerede han grækeren i St Michael’s Alley, Cornhill, hvor kaffehuset, The old man, blev unge elegantes mødested for at drikke kaffe og tage snus; rygning var ikke tilladt. Whig’ernes kaffehus lå i St. James Street, og her residerede Jonathan Swift og forfattede sin Journal to Stella. I Belles kaffehus ved Covent Garden mødtes litterater, og af dem var John Dryden stamgæst. Kaffehuset var politikernes samlingssted, hver bydel havde sit, og i dem alle en ledende politiker, der var talerør for meningerne i gaden. De var forløbere for klubberne. Kong Charles 2. søgte 1675 forgæves at få kaffehusene lukkede, fordi han ligesom Mehmed 4.s storvezir Kuprili mente, at de søgtes af "ufornøjelige personer, som komplotterede, lave falske, onde og skandaløse rygter om Hs. Majestæts regering, til forstyrrelse af folkets ro og fred". I 1739 var der 551 kaffehuse i London, og forsikringsaktøren Lloyd's of London opstod på 1600-tallet med navn efter Lloyds kaffehus, ejet af en Edward Lloyd,  hvor skibsforsikringer blev fremforhandlet. Ifølge Abbé Prévost, forfatter af Manon Lescaut, var kaffehuse stedet, "hvor man havde ret til at læse alle aviser for og imod regeringen", og derfor kilden til englændernes frihed i skrift og tanke.  I Tyskland blev kaffehuse vigtige mødesteder også for kvinder; men i England og Frankrig var de forment adgang. 

### Frankrig
I Marseille åbnedes et kaffehus i 1659 og nogle år efter et andet i Lyon, og i 1666 et i Amsterdam i forbindelse med likørudskænkning. I Paris var som mange andre steder kaffe blevet drukket privat, længe før kaffehuse kom, men kunne ikke konkurrere med vinstuerne; det skete først efter 1669, da Mehmed 4. sendte en ambassadør, Soliman Aga, til Ludvig 14.s hof. Han var en damernes ven og indbød dem til kaffe i sit luksuriøse hjem, serveret i små japanske kopper; de fandt kaffen modbydelig, men omgivelserne fik den til at glide ned, og begyndelsen var gjort. Nogle armeniere, en perser og en kreter åbnede i årene derefter flere kaffehuse, der forblev temmelig ubemærkede; konceptet slog først igennem, da Francesco Procopio Coltelli fra Palermo, der havde stået i lære hos en af de ovennævnte armeniere, i 1702 åbnede den elegant udstyrede og senere så søgte Café Procope i Rue de 1’ancienne comédie syd for Seinen, hvor den findes endnu og kan vise til stamgæster som Voltaire, Rousseau, Balzac og Victor Hugo.  Her serveredes første gang offentligt flødeis (glace). Et andet kaffehus, Café de la Régence ved Théâtre français, grundlagt efter 1715, har siden sin åbning været søgt af skakspillere  som Alfred de Musset. 

### Tyskland og Norden
I Hamburg åbnede en engelsk købmand et kaffehus i 1679; Wien fik sit første i 1683. I Danmark var tehuse ældre end kaffehuse (i 1689 omtales i Acta Consistorii et tehus ved Nikolaj Kirke som besøgt af studenter). I en forordning fra 1698 tales kun om de første, men først i det 18. århundrede kom der nok af kaffehuse, og i Ludvig Holbergs komedier fra 1720'erne spiller de allerede en rolle som nyhed. I Berlin kom de første kaffehuse i 1721. Ved samme tid nåede de til Stockholm, i hvis ældste vejviser fra 1728 nævnes 15, "foruden dem, der kun findes efter deres udhængende Skilter". 
I Sverige har kaffehuse ført et omtumlet liv. De første blev åbnet i havnebyerne og blev først og fremmest opsøgt af søfolk, hvad der fik andre til at undgå dem. I Stockholm fandtes der i 1728 kun 15 kaffehuse. 4. november 1756 fremlagde rigsrådene Carl Gustaf Löwenhielm (1701-1768) og Carl Lagerberg (1708-1767) et forslag til at formindske import af luksusvarer gennem at forbyde varer som kaffe, te, kakaobønner, rosiner, figen, citrusfrugter, kastanjer,  kanel, de fleste typer vin etc. Forbuddet blev dog ikke overholdt, men skabte i stedet grobund for et profitabelt smugleri. Der kom et nyt kaffeforbud i 1766, uden større virkning end det forrige, og da kaffedrikkerne nu var blevet så mange, at de danne en folkeopinion, blev forbuddet ophævet i 1769, og man indførte i stedet told på kaffe. "Kaffeskænkersocieteten" fik nådigst erstatning ved en tilladelse til at destillere brændevin og likører. Gustav 3., der var svensk konge fra 1771, var overbevist om at kaffe var en ren gift, og lod to dødsdømte fanger, der var tvillinger, gennemgå et eksperiment, hvor den ene kun skulle drikke kaffe, den anden kun te. De blev tilset af læger. Kong Gustav selv blev myrdet; tedrikkeren levede, til han var 83. Det er ikke kendt, hvor længe hans kaffedrikkende tvillingebror levede. 
1794—96 var kaffeindførsel atter forbudt. I 1799 kom der et nyt forbud, der med erfaringen for øje blev betragtet som en vittighed og fejredes med folkelystigheder. I Uppsala slæbtes alle byens kaffemøller og kedler hen på torvet, hvor de blev slået itu. I Stockholm holdt Hallmann på Djurgårdsbrunn en mindetale over "Gudinden Coffea". 1802—17 var kaffedrik atter fri, men 1817—22 var det forbudt at udskænke den på kaffehuse. Omkring 1850 var kaffedrikning udbredt også blandt den svenske landbefolkning, og det sidste forbud blev ophævet i 1822. Omkring 1850 havde kaffehuse fået et slet rygte, og svenskerne foretrak at gå på konditori, hvor også kvinder havde adgang. 
21. januar 1781 indførte Frederik den Store et statligt kaffemonopol i Preussen og forbød al risten af kaffe.  Selv drak han sin kaffe med peber i, og ved festlige lejligheder kogt med champagne i stedet for vand.  Preusserne skulle nøjes med øl i stedet for kaffe; men i stedet fik man også her et livligt kaffesmugleri. 
12. marts 1783 udstedte Christian 7. en forordning, der skulle indskrænke bondestandens forbrug af luksusvarer. Dermed blev kaffe og vin helt forbudt for danske bønder.  Forbuddet blev ophævet i 1799.
Før restaurant Divan i Tivoli åbnede, fik ejeren i april 1842 Københavns politis tilladelse til at etablere "Kaffehuus samt Divan for Tobaksrygning". 

### Kaffehuse som alternativ til værtshuse
Kaffen solgtes ved midten af det 17. århundrede på alle apoteker som medicin. Pater Malebranche antager den for særlig anvendelig som lavement. I modsætning til i Mellemøsten har den mødt megen modstand i Europa og banede sig langsomt vej, fordi værtshuslivet og drikkeriet var blevet indgroede vaner. Kaffehuse konkurrerede heller ikke oprindelig med værtshuse, men skabte sig en stilling ved siden af dem og var snarere en genoplivelse af middelalderens vaner, da man samledes i barber- og badstuer og fordrev tiden med at passiare og høre bynyt. Fællestræk for de ældre kaffehuse var i Vesten som fra første færd i Mellemøsten den ved kaffedrikningen fremkaldte snaksomhed. 
Diskurser, politiske og litterære, førtes af toneangivende mænd, og der oplæstes litterære værker for en lyttende kreds; beskedne brætspil og avislæsning gav disse steder et borgerligt præg i modsætning til drikkeriet og den rå tone på vinstuer og værtshuse. Kaffehuse formåede med deres sortiment (væsentlig, foruden kaffe: te, chokolade og is 
med fine kager og brødsorter), at være et alternativ til den da ellers udbredt alkoholindtagelse i alle livets sammenhænge.  
Armenierne afløstes efterhånden som kaffeskænkere af italienerne og disse i det 19. århundrede af italienske eller romanske schweizere, hvis firmanavne har bevaret sig i mange lande, og de har haft stor fortjeneste ved at forfine livet på offentlige steder. Det gamle navn kaffehus er i Norden, som andre steder, blevet simpelt og erstattes ved det moderne café. I Paris kendte man allerede mellem 1807—33 Café-spectacles, med akkurat det samme program, som varieteerne nu byder på. En af dem holdtes i den sal, hvor Palais-Royal-Teatret nu huses, og en lignende fandtes i Palais Royal’s Café des avengles. Café-concerts kendtes allerede i Paris 1770. De hed dengang Musicos og har siden den tid bredt sig over mange lande, overalt på de mindste og mindre teatres Bekostning.